# Psylla fuscinodulus
Psylla fuscinodulus är en insektsart som beskrevs av Günther Enderlein 1918. Psylla fuscinodulus ingår i släktet Psylla och familjen rundbladloppor. Inga underarter finns listade i Catalogue of Life.